# Frederick Whymper
Frederick Whymper, född den 20 juli 1838 i London, död där den 26 november 1901, var en engelsk forskningsresande. Han var son till kopparstickaren Josiah Wood Whymper och bror till bergsbestigaren Edward Whymper. 
Whymper deltog 1865-1867 i den amerikanska kabelexpeditionen till Alaska och Sibirien och verkade sedan som tidningskorrespondent i Nordamerika. Han skrev Travel and adventure in the territory of Alasca (1868), Heroes of the Arctic (9:e upplagan 1897), The sea, stirring story of adventure, peril and heroism (4 band, 1878-1880), The romance of the sea (1896) med mera. 